# دايفيد هورويتز
دايفيد هورويتز (بالإنجليزية: David Hurwitz)‏ هو صحفي وكاتب أمريكي، ولد في 29 أغسطس 1961 في ويلمنغتون في الولايات المتحدة.

## وصلات خارجية
- دايفيد هورويتز على موقع ميوزك برينز (الإنجليزية)